# ان‌جی‌سی ۶۲۴۰

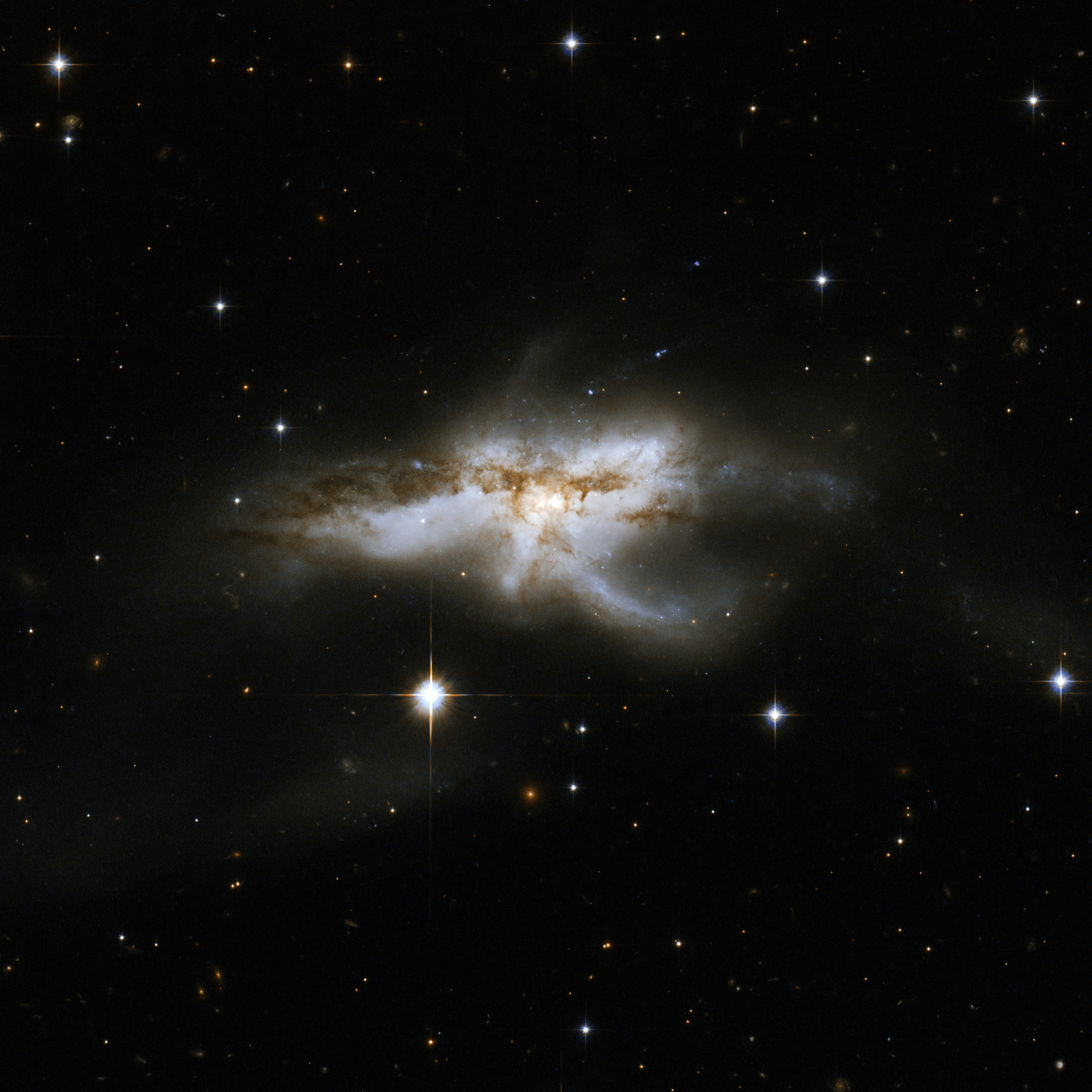
NGC 6240 تلسکوپ فضایی هابل

ان‌جی‌سی ۶۲۴۰ (NGC 6240) یک کهکشان در صورت فلکی مارافسای است که سه هسته دارد .